# Корінна
Корінна (дав.-гр. Κόριννα, трансліт. Korinna) — давньогрецька лірична поетеса з Танагри в Беотії. Хоча стародавні джерела зображують її як сучасницю Піндара (народився прибл. 518 BC), не всі сучасні вчені визнають точність цієї традиції. Час її життя був предметом багатьох дебатів з початку XX століття, запропоновані дати від початку п'ятого до кінця третього століття до нашої ери.
Твори Корінни збереглися лише у фрагментах: три значні частини віршів збереглися на папірусах другого століття нашої ери з Єгипту; кілька коротших творів збереглися в цитатах стародавніх граматиків. Вони зосереджені на місцевих беотійських легендах і відрізняються своїми міфологічними нововведеннями. Поезія Корінни часто переробляє добре відомі міфи, щоб включити деталі, невідомі з інших джерел. Хоча її шанували в її рідному місті, Танагра, і її творчість була популярна в Стародавньому Римі, сучасні критики часто вважають її парохіальною і нудною; її поезія, тим не менш, викликає інтерес, оскільки вона є однією з небагатьох поетес Стародавньої Греції, чиї твори збереглися.

## Життєпис

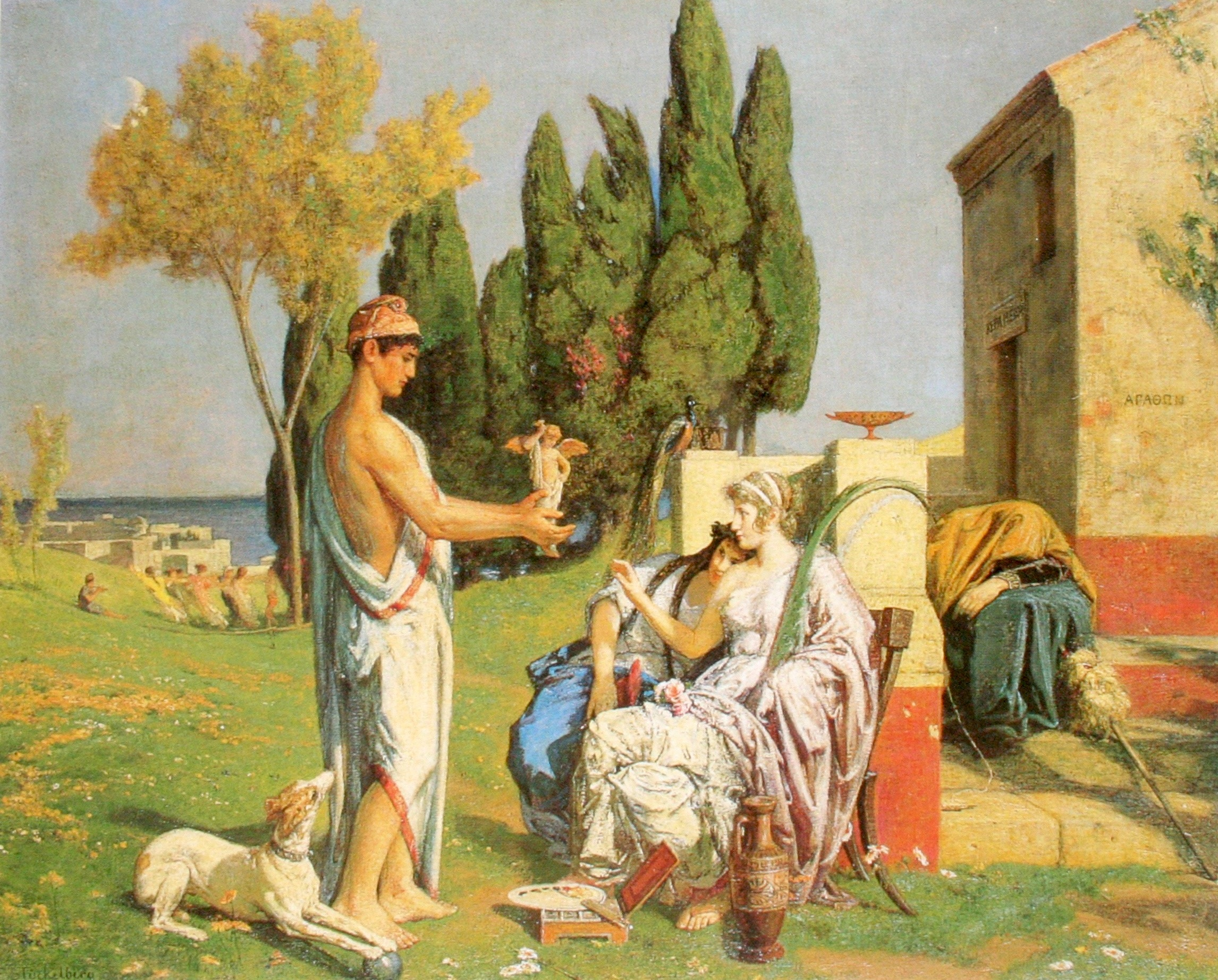
Згідно з давньою традицією, Корінна була ученицею Міртіс Антедонської, з якою вона сидить на цій картині Ернста Штекельберга.

Корінна походила з Беотійського міста Танагри. Суда, енциклопедія десятого століття, зазначає, що вона була дочкою Ахелоодора і Прократії та мала прізвисько Мія (дав.-гр. Μυῖα, «муха»). Згідно з давньою традицією, вона жила в п'ятому столітті до нашої ери. Вважалося, що Корінна була сучасницею Піндара, вона або навчала його, або разом з ним вчилася у Міртіс з Антедону. Кажуть, що Корінна змагалася з Піндаром, перемігши його принаймні в одному поетичному змаганні, хоча деякі джерела стверджують, що у п'яти.
З початку двадцятого століття вчені розділилися щодо точності традиційної хронології життя Корінни. Одним із перших вчених, який поставив це під сумнів, був Едгар Лобель, який у 1930 році дійшов висновку, що немає підстав вважати, що вона передувала орфографії, використаній на Берлінському папірусі, на якому збереглися фрагменти двох її віршів. Дискусії щодо датування Корінни домінували в науці з того часу,  і докази залишаються непереконливими. Скептики традиційної хронології стверджують, що немає давніх згадок про Корінну до першого століття до нашої ери, і що орфографія її збережених віршів була встановлена лише після середини четвертого століття. Це найпоширеніша точка зору , зокрема її підтримують Мартін Літчфілд Вест і Девід А. Кемпбелл. Кемпбелл робить висновок, що датування третім століттям є «майже впевненим».
Альтернативну точку зору, яка приймає традиційну дату п'ятого століття, висловлюють такі вчені, як Арчібальд Аллен та Їржі Фрел. Якщо традиційна дата правильна, відсутність давніх згадок про Корінну до першого століття та пізнішої орфографії можна пояснити тим, що вона представляла лише місцевий інтерес до елліністичного періоду . Згідно з цією теорією, коли її заново відкрили та популяризували в елліністичний період, її поезію було б переписано на сучасну беотійську орфографію, оскільки її оригінальна орфографія п'ятого століття була надто незнайомою для аудиторії третього століття.  Очевидний terminus ante quem встановлено теологом другого століття нашої ери Татіаном, який у своєму зверненні до греків каже, що скульптор четвертого століття Сіланіон зробив портрет-статуетку Корінни. Копія статуї римської епохи четвертого століття в Музеї Вівенеля в Комп'єні, Франція, ідентифікована за написом на основі як зображення Корінни, і широко визнана археологами як копія скульптури Сіланіона.  Філологи продовжують розглядати цю атрибуцію з тим, що Теа С. Торсен описує як «невиправданий скептицизм». Вест, наприклад, визнає, що Комп'єнська статуетка є копією твору четвертого століття, але припускає, що вона початково не зображувала Корінну і отримала таку ідентифікацію лише в римський період. Торсен стверджує, що скульптура була створена як зображення Корінни, зазначивши, що фігура зображена з п'ятьма сувоями, які відповідають п'яти книгам поезії, приписуваним Корінні в античності.

## Поезія

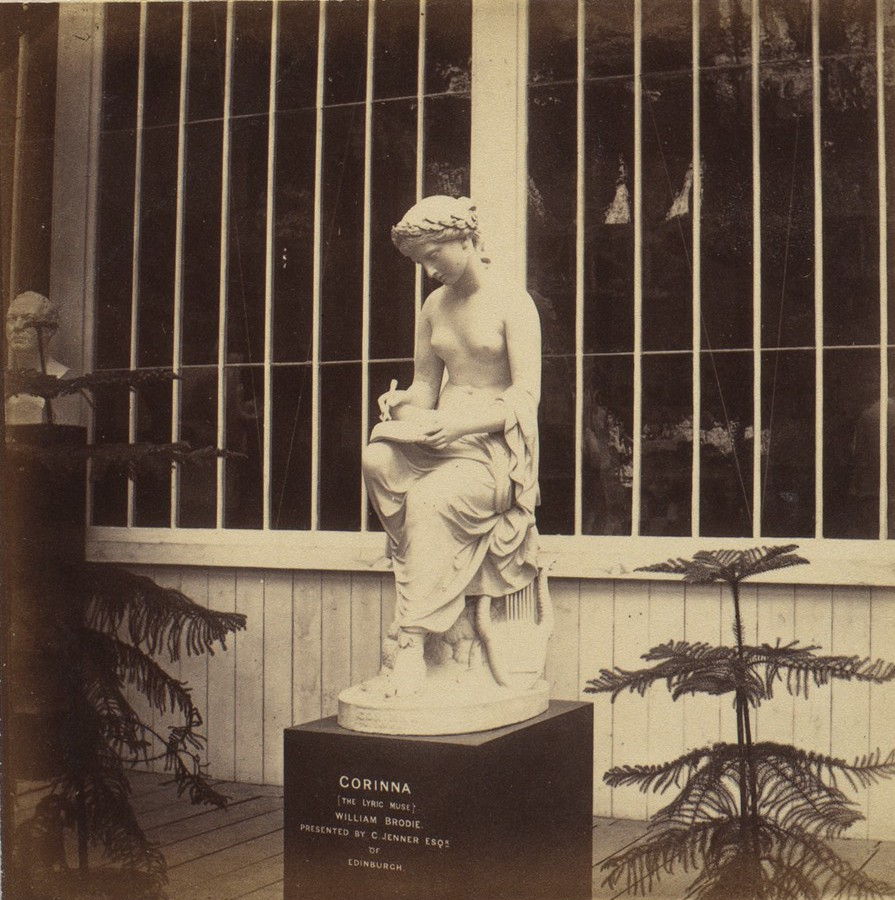
Корінна: Лірична муза, прибл. 1855, Вільям Броді

Корінна, як і Піндар, писала хорову лірику – як демонструє її звернення до Терпсіхори, музи танцю та хору, в одному з уцілілих фрагментів поезії. За даними Суди, вона написала п'ять книг віршів. Її твори були зібрані в беотійському виданні наприкінці третього або на початку другого століття до нашої ери, а пізніші елліністичні та римські тексти Корінни базувалися на ньому. Беотійське видання було створено в науковому форматі з назвами віршів; воно могло включати знаки наголосу та гіпотези, але навряд чи містило номери рядків.
Корінна писала на літературному діалекті, який мав риси її рідної беотійської мови, а також був подібним до мови епосу як у морфології, так і в її виборі слів; Даніель Берман описує його як «епос, написаний як беотійський». Якщо Корінна дійсно була сучасником Піндара, таке використання місцевої народної мови як літературної є архаїчним – хоча попередні поети Алкман і Стесіхор писали літературними діалектами, заснованими на їхніх власних народних мовах, хорові поети п'ятого століття Піндар і Вахілід обидва писали на дорійському діалекті, попри те, що це не був їхній рідний діалект. З іншого боку, якщо вона жила ближче до елліністичного періоду, то можна знайти паралелі в поезії Теокріта, який також використовував риси свого рідного діалекту в Ідиліях.

### Вірші
Збереглося близько сорока фрагментів поезії Корінни,  більше, ніж будь-якої стародавньої жінки-поетеси, за винятком Сапфо , хоча повних її віршів не відомо. Три найбільш істотних фрагменти збереглися на шматках папірусу, виявлених у Гермополісі та Оксирінху в Єгипті, датованих другим століттям нашої ери; багато з коротших фрагментів збереглися в цитатах граматиків, які цікавилися беотійським діалектом Корінни.
Два фрагменти поезії Корінни зберігаються на папірусі (P.Berol. 13284), що зараз знаходиться в колекції Берлінських державних музеїв. Перша з них оповідає про змагання співу між горами Кіферон і Гелікон. Збережена частина включає закінчення однієї з пісень гори,  боги голосують за переможця змагання, а гора, що програла, Гелікон, кидає валун у гніві. Друга поема, збережена на цьому папірусі, розповідає про дочок річкового бога Асопа . Здебільшого він складається з пророка Акрефена, який розповідає Асопу про те, як його дочок викрали боги, і що вони народять багатьох героїв; папірус закінчується дуже фрагментарною частиною, в якій Асоп, здається, примирився з долею своїх дочок, і він відповідає «щасливо». Третій суттєвий фрагмент поезії Корінни, знаходиться на папірусі, який зберігається у бібліотеці Саклера Оксфордського університету (P.Oxy. 2370). У ньому поетеса згадує музу танцю та хорової поезії, Терпсихору. Зазвичай вважають, що це фрагмент від партенейону, різновиду вірша, який виконується хором молодих жінок під час громадських заходів. Вест припускає, що його було написано як вступний вірш до збірки Корінни.

### Стиль

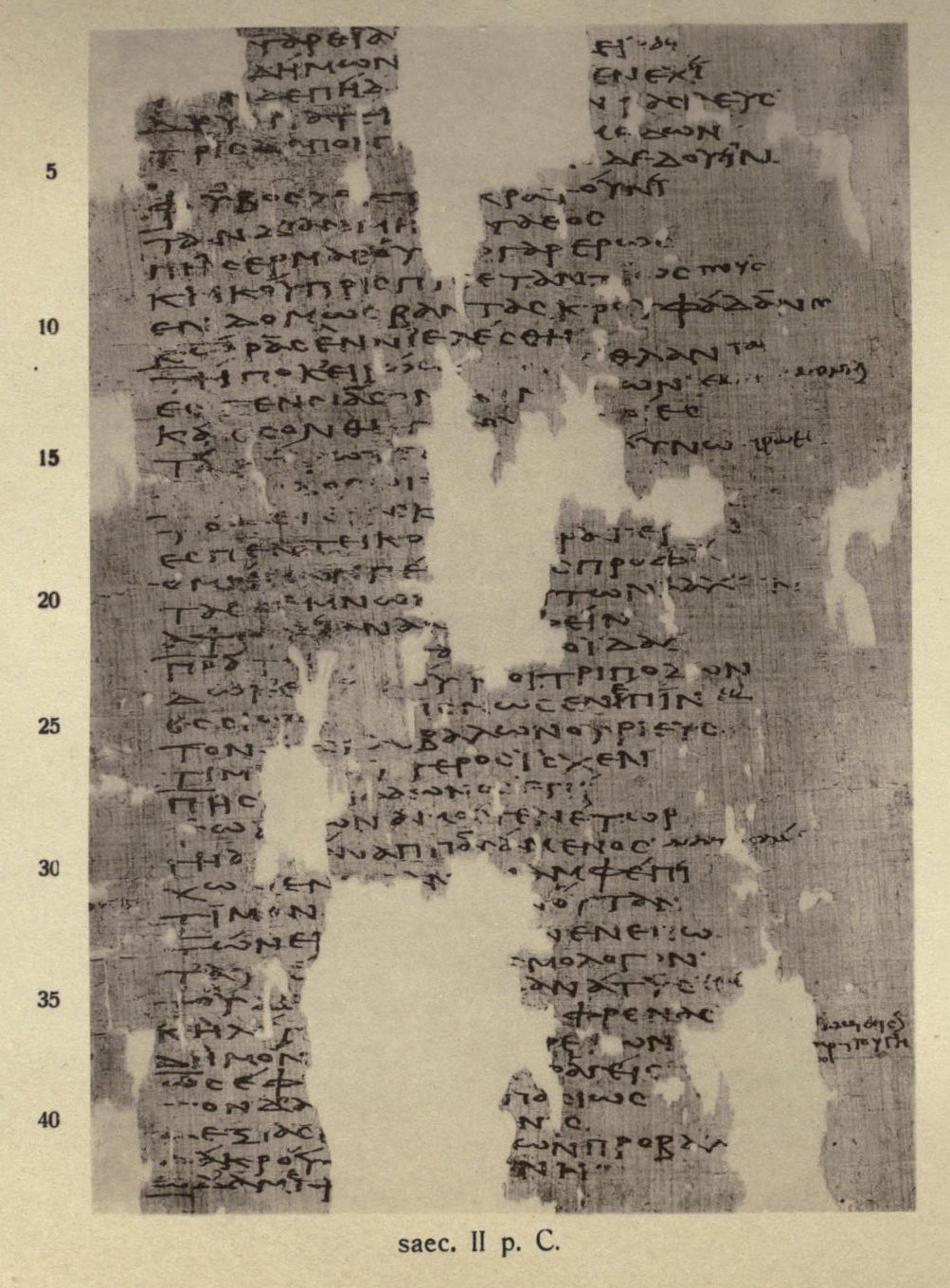
Аркуш П.Бероля. 13284, на якому збереглися вірші Корінни про «Змагання Гелікона і Кітерона» і «Дочки Асопа».

Мова Корінни зрозуміла, проста і, як правило, неприкрашена, вона схильна використовувати прості метричні схеми. Її поезія більше зосереджена на розповіді, ніж на складному використанні мови. Її використання ліричних віршів для оповідання міфів подібне до Стесіхора. Поезія Корінни часто має іронічний або гумористичний тон, на відміну від серйозного тону її беотійського краянина Піндара.
Поезія Корінни майже цілком пов'язана з міфомологією. Відповідно до історії переказаної Плутархом у «Про славу афінян», вона вважала міф належним предметом для поезії, докоряючи Піндару за те, що він не приділяв йому достатньої уваги. Кажуть, що Піндар відповів на цю критику, наповнивши свою наступну оду міфічними алюзіями, що змусило Корінну порадити йому: «Сій руками, а не мішком». Поезія Корінни зосереджена на місцевих легендах з поемами про Оріона, Едіпа та Сімох проти Фів. Її «Орест», можливо, є винятком із її зосередженості на беотійських легендах. Її поезія часто переробляє міфологічну традицію  – за словами Дерека Коллінза, «найвиразнішою рисою поезії Корінни є її міфологічне новаторство» – часто включають деталі, які іншим чином невідомі. Ці перероблення часто представляють богів і героїв у більш позитивному світлі, ніж у більш поширених версіях міфів.
Два найбільш повних фрагменти Корінни, поеми «Дочки Асопа» і «Терпсіхора», демонструють сильний інтерес до генеалогії. Цей генеалогічний фокус нагадує як твори Гесіода, особливо «Каталог жінок», так і втрачені генеалогічні поезії архаїчного періоду – зокрема твори Асієма Самоського і Евмела Коринфського. Припускається, що третій найбільш уцілілий фрагмент поезії Корінни, присвячений боротьбі між горами Кітерон і Гелікон, також був створений під впливом Гесіода, який написав розповідь і про цей міф.
Мерилін Б. Скіннер стверджує, що поезія Корінни є частиною традиції «жіночої поезії» в Стародавній Греції, хоча вона суттєво відрізняється від концепції цього жанру у Сафо. Вона вважає, що хоча поезія Корінни була написана жінкою, вона розповідає історії з патріархальної точки зору, описуючи життя жінок з чоловічої точки зору. Енн Клінк припускає, що у творах Корінни «простежується певна жіноча іронія», а Джон Гіт стверджує, що у вірші «Терпсіхора» Корінна навмисно підкреслює свою позицію жінки-поета. Даян Рейор стверджує, що хоча поезія Корінни не кидає прямого виклику патріархальним традиціям, вона все ж «ідентифікована як жінка», зосереджена на жіночому досвіді та написана для жіночої аудиторії.

### Контекст виконання
Обставини, за яких виконували поезію Корінни, невідомий, і є предметом багатьох наукових дискусій. Принаймні деякі з її віршів, ймовірно, виконувалися для змішаної аудиторії, хоча деякі, можливо, були призначені для конкретно жіночої аудиторії. Скіннер припускає, що пісні Корінни були створені для виконання хором молодих дівчат на релігійних святах і були пов'язані з давнім жанром партенії. Ці вірші, можливо, виконувалися на культових святах у місцях, які згадуються в її поезії. Серед можливих обстановок — Музея у Феспіях, запропонована Вестом, і фестиваль Дедали в Платеях, запропонований Габріеле Бурзакіні.

## Рецепція

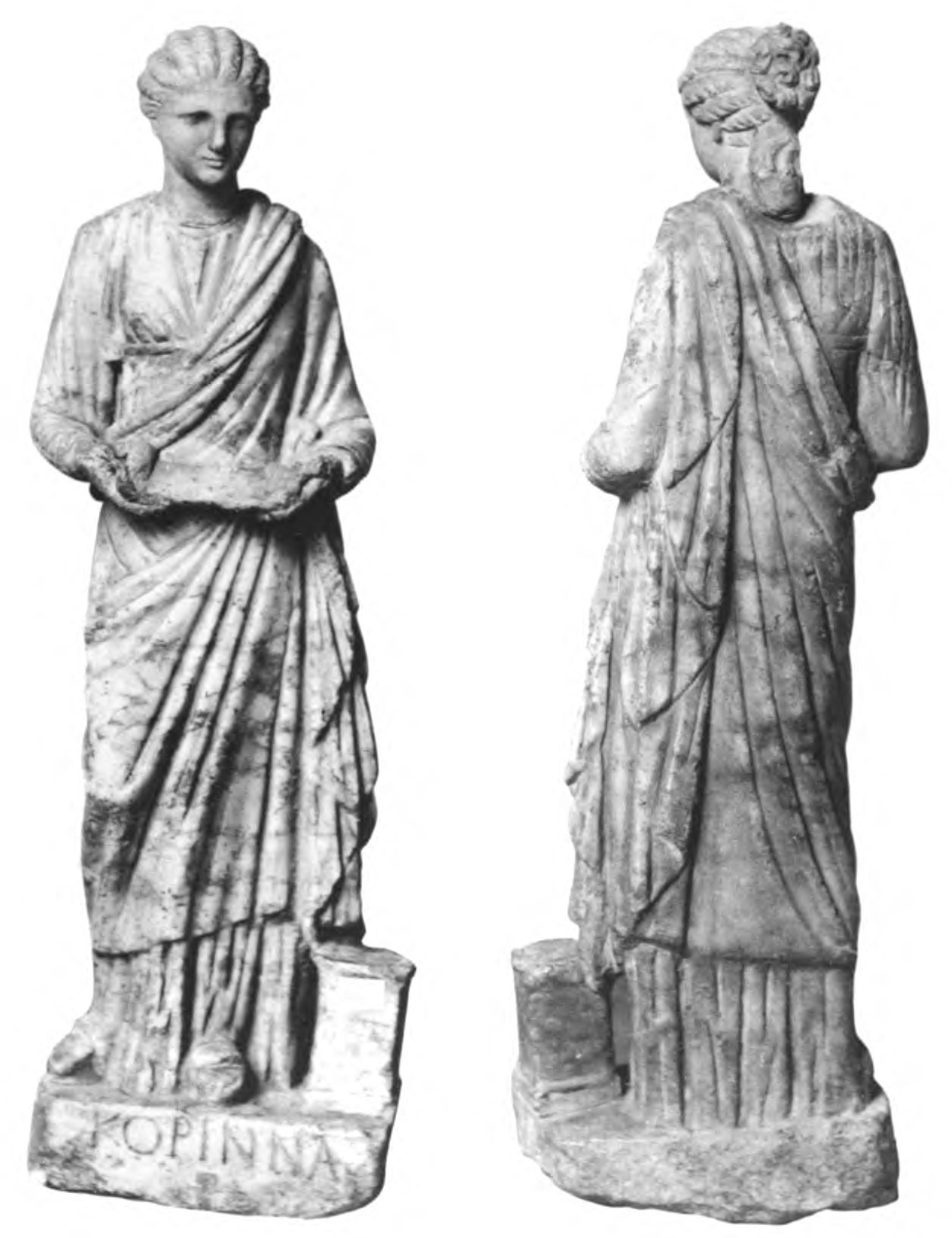
Стародавня мармурова скульптура Корінни, можливо копія бронзової скульптури Сіланіона, яку згадував Таціан

Жителі стародавньої Танагри, її рідного міста, шанували Корінну. Павсаній повідомляє, що на вулицях міста стояв їй пам'ятник – мабуть статуя – і вона була зображена на картині в гімнасії. Татіан писав у своєму Зверненні до греків, що Силаніон виліпив її. У ранній Римській імперії поезія Корінни була популярною. Найдавніша згадка про Корінну належить поету I століття до нашої ери Антипатру з Фессалонік, який включив її до списку дев'яти «смертних муз». Овідій дав своїй коханій псевдонім Корінна у Любовних елегіях, часто вважають, що це посилання на поетесу з Танагр. Проперцій також назвав її моделлю для Цинтії, а Стацій разом із Каллімахом, Лікофроном і Софроном. Александр Полігістор написав коментар до її віршів.
У дев'ятнадцятому столітті Корінну все ще згадували як поетичного авторитета, Карл Отфрід Мюллер представляв її як видатну античну поетесу та цитував історії про її змагання з Піндаром. Сучасні критики схильні відкидати роботу Корінни, вважаючи її нудною. Наприклад, Вест описує Корінну як більш обдаровану, ніж більшість місцевих поетів, але їй бракує оригінальності, яка поставила б її на той самий рівень, що й Бахілід чи Піндар. Атанасіос Вергадос стверджує, що погане сприйняття Корінни серед сучасних критиків пояснюється її зосередженістю на місцевих беотійських традиціях, а не на ширшому предметі, що створило їй репутацію обмеженої особистості та, отже, обмежену якість. Зовсім недавно критики почали розглядати поезію Корінни як пов'язану з панеллінськими міфічними та літературними традиціями, переписуючи їх, щоб надати беотійським персонажам більш помітну роль. Творчість Корінни також цікавила феміністських істориків літератури як один із небагатьох збережених прикладів давньогрецької жіночої поезії.

## Виноски
1. ↑  Lobel dates this to 350–250 BC.[9] Denys Page argues for a later date, between 225 and 175 BC.[10]
2. ↑  Denys Page includes thirty-eight in his edition;[32] Ian Plant says «perhaps as many as forty-two» fragments survive.[6]
3. ↑  It is uncertain which mountain is singing in the surviving portion of the poem, but it is generally thought to be Cithaeron.[34]
4. ↑  Fragment 690 in Denys Page's Poetae Melici Graeci
5. ↑  As Silanion was active in the fourth century BC, this report is problematic for those scholars who believe that Corinna dates to the third century, and the existence of the statue Tatian reports has been doubted; Athanassios Vergados describes such doubts as unjustifiable.[21]